# Eristalis arbustorum
Eristalis arbustorum es una especie de díptero de la familia de los sírfidos. Se distribuye por el Paleártico y el norte del subcontinente Indio. Ha sido introducido en Norteamérica.

## Biología
Eristalis arbustorum se encuentra en una variedad de bosques aluviales, bosques de coníferas, taiga, tundra, así como en granjas, parques urbanos y jardines. Visita las flores de una gran variedad de plantas herbáceas y arbustivas. La larva es acuática y se encuentra en aguas estancadas, estiércol, composta. En Europa la especie es migratoria.